# Jurriën Timber
Jurriën David Norman Timber, noto semplicemente come Jurriën Timber (Utrecht, 17 giugno 2001), è un calciatore olandese, difensore dell'Arsenal e della nazionale olandese.

## Biografia
Nato nei Paesi Bassi, è originario di Curaçao. I suoi fratelli Dylan, nato nel 2000, e il suo gemello Quinten sono anch'essi calciatori.

## Caratteristiche tecniche
Nato come terzino destro, viene in seguito adattato al centro della difesa grazie alla sua attenzione alla fase difensiva unita ad un'ottima velocità.

## Carriera

### Club

#### Ajax
Cresciuto nel settore giovanile dell'Ajax insieme a suo fratello gemello Quentin, nel 2018 entra a far parte della seconda squadra dei lancieri, debuttando in Eerste Divisie in occasione dell'incontro perso 2-1 contro il Cambuur del 2 novembre. Il 7 marzo 2020 debutta in prima squadra giocando da titolare il match di Eredivisie vinto 3-1 contro l'Heerenveen ed al termine della stagione viene definitivamente promosso nella squadra principale dei lancieri, con cui estende il proprio contratto sino al 2024.
Il 9 dicembre seguente esordisce in Champions League giocando i minuti finali della sfida della fase a gironi persa 1-0 contro l'Atalanta. Il 18 aprile 2021 mette in bacheca il suo primo trofeo con l’Ajax ovvero la Coppa d’Olanda giocando da titolare la finale vinta per 2-1 contro il Vitesse; verrà poi premiato come giovane del mese in Eredivisie e il 2 maggio segnerà il suo primo gol da professionista nella partita che consegna la vittoria del campionato ai lancieri, il 4-0 casalingo sull'Emmen, terminando la stagione con 30 presenze e 1 gol in tutto.

#### Arsenal
Il 14 luglio 2023 viene acquistato dall'Arsenal. Debutta il 6 agosto successivo nella sfida di Community Shield vinta ai rigori contro il Manchester City. Sei giorni dopo fa il suo esordio in Premier League nella vittoria per 2-1 contro il Nottingham Forest, dove però rimedia la frattura del legamento crociato. Torna in campo con la squadra Under 21 il 22 aprile 2024 nella gara contro di Premier League 2 contro il Blackburn, dove mette a segno anche una rete che viene premiata dalla società come la migliore del mese di Aprile. Torna a disputare una partita con la prima squadra subentrando nell'ultima gara di campionato vinta per 2-1 contro l'Everton.

### Nazionale
Nel 2020 riceve la sua prima convocazione con la nazionale under-21 olandese, con cui debutta in occasione dell'incontro qualificazione per gli europei di categoria del 2021 vinto 7-0 contro la Bielorussia.
Nel maggio 2021 viene poi convocato dal CT della Nazionale maggiore Frank de Boer in vista dell’Europeo e il 2 giugno debutta da titolare nell’amichevole pareggiata per 2-2 con la Scozia.
Convocato poi dal nuovo CT Louis van Gaal ai Mondiali del 2022, dove gioca da titolare nella difesa a 3, diventa il secondo calciatore dell’Olanda a giocare in due diversi tornei tra Mondiali e Europei prima di compiere 22 anni, dopo Patrick Kluivert.

## Statistiche

### Presenze e reti nei club
Statistiche aggiornate al 23 luglio 2025
| Stagione         | Squadra          | Campionato       | Campionato | Campionato | Coppe nazionali | Coppe nazionali | Coppe nazionali | Coppe continentali | Coppe continentali | Coppe continentali | Altre coppe | Altre coppe | Altre coppe | Totale | Totale | Totale |
| Stagione         | Squadra          | Comp             | Pres       | Reti       | Comp            | Pres            | Reti            | Comp               | Pres               | Reti               | Comp        | Pres        | Reti        | Pres   | Reti   |        |
| ---------------- | ---------------- | ---------------- | ---------- | ---------- | --------------- | --------------- | --------------- | ------------------ | ------------------ | ------------------ | ----------- | ----------- | ----------- | ------ | ------ | ------ |
| 2018-2019        | Jong Ajax        | 1D               | 11         | 0          | -               | -               | -               | -                  | -                  | -                  | -           | -           | -           | 11     | 0      |        |
| 2019-2020        | Jong Ajax        | 1D               | 24         | 0          | -               | -               | -               | -                  | -                  | -                  | -           | -           | -           | 24     | 0      |        |
| 2020-2021        | Jong Ajax        | 1D               | 4          | 0          | -               | -               | -               | -                  | -                  | -                  | -           | -           | -           | 4      | 0      |        |
| Totale Jong Ajax | Totale Jong Ajax | Totale Jong Ajax | 39         | 0          |                 | -               | -               |                    | -                  | -                  |             | -           | -           | 39     | 0      |        |
| 2019-2020        | Ajax             | ED               | 1          | 0          | CO              | 0               | 0               | UCL+UEL            | 0                  | 0                  | -           | -           | -           | 1      | 0      |        |
| 2020-2021        | Ajax             | ED               | 20         | 1          | CO              | 4               | 0               | UCL+UEL            | 1+5                | 0+0                | -           | -           | -           | 30     | 1      |        |
| 2021-2022        | Ajax             | ED               | 30         | 3          | CO              | 4               | 0               | UCL                | 8                  | 0                  | SO          | 1           | 0           | 43     | 3      |        |
| 2022-2023        | Ajax             | ED               | 34         | 2          | CO              | 4               | 0               | UCL+UEL            | 6+2                | 0+0                | SO          | 1           | 0           | 47     | 2      |        |
| Totale Ajax      | Totale Ajax      | Totale Ajax      | 85         | 6          |                 | 12              | 0               |                    | 22                 | 0                  |             | 2           | 0           | 121    | 6      |        |
| 2023-2024        | Arsenal          | PL               | 2          | 0          | FACup+CdL       | -               | -               | UCL                | -                  | -                  | CS          | 1           | 0           | 3      | 0      |        |
| 2024-2025        | Arsenal          | PL               | 30         | 1          | FACup+CdL       | 1+4             | 0               | UCL                | 13                 | 1                  | -           | -           | -           | 48     | 2      |        |
| 2025-2026        | Arsenal          | PL               | 0          | 0          | FACup+CdL       | 0+0             | 0               | UCL                | 0                  | 0                  | -           | -           | -           | 0      | 0      |        |
| Totale Arsenal   | Totale Arsenal   | Totale Arsenal   | 32         | 2          |                 | 5               | 0               |                    | 13                 | 1                  |             |             |             | 51     | 2      |        |
| Totale carriera  | Totale carriera  | Totale carriera  | 156        | 7          |                 | 17              | 0               |                    | 35                 | 1                  |             | 3           | 0           | 211    | 8      |        |

### Cronologia presenze e reti in nazionale
| Cronologia completa delle presenze e delle reti in nazionale ― Paesi Bassi | Cronologia completa delle presenze e delle reti in nazionale ― Paesi Bassi | Cronologia completa delle presenze e delle reti in nazionale ― Paesi Bassi | Cronologia completa delle presenze e delle reti in nazionale ― Paesi Bassi | Cronologia completa delle presenze e delle reti in nazionale ― Paesi Bassi | Cronologia completa delle presenze e delle reti in nazionale ― Paesi Bassi | Cronologia completa delle presenze e delle reti in nazionale ― Paesi Bassi | Cronologia completa delle presenze e delle reti in nazionale ― Paesi Bassi |
| Data                                                                       | Città                                                                      | In casa                                                                    | Risultato                                                                  | Ospiti                                                                     | Competizione                                                               | Reti                                                                       | Note                                                                       |
| -------------------------------------------------------------------------- | -------------------------------------------------------------------------- | -------------------------------------------------------------------------- | -------------------------------------------------------------------------- | -------------------------------------------------------------------------- | -------------------------------------------------------------------------- | -------------------------------------------------------------------------- | -------------------------------------------------------------------------- |
| 2-6-2021                                                                   | Faro                                                                       | Paesi Bassi                                                                | 2 – 2                                                                      | Scozia                                                                     | Amichevole                                                                 | -                                                                          |                                                                            |
| 6-6-2021                                                                   | Enschede                                                                   | Paesi Bassi                                                                | 3 – 0                                                                      | Georgia                                                                    | Amichevole                                                                 | -                                                                          | 77’                                                                        |
| 13-6-2021                                                                  | Amsterdam                                                                  | Paesi Bassi                                                                | 3 – 2                                                                      | Ucraina                                                                    | Euro 2020 - 1º turno                                                       | -                                                                          | 88’                                                                        |
| 21-6-2021                                                                  | Amsterdam                                                                  | Macedonia del Nord                                                         | 0 – 3                                                                      | Paesi Bassi                                                                | Euro 2020 - 1º turno                                                       | -                                                                          | 46’                                                                        |
| 27-6-2021                                                                  | Budapest                                                                   | Paesi Bassi                                                                | 0 – 2                                                                      | Rep. Ceca                                                                  | Euro 2020 - Ottavi di finale                                               | -                                                                          | 81’                                                                        |
| 1-9-2021                                                                   | Oslo                                                                       | Norvegia                                                                   | 1 – 1                                                                      | Paesi Bassi                                                                | Qual. Mondiali 2022                                                        | -                                                                          | 90+2’                                                                      |
| 3-6-2022                                                                   | Bruxelles                                                                  | Belgio                                                                     | 1 – 4                                                                      | Paesi Bassi                                                                | UEFA Nations League 2022-2023 - 1º turno                                   | -                                                                          |                                                                            |
| 11-6-2022                                                                  | Rotterdam                                                                  | Paesi Bassi                                                                | 2 – 2                                                                      | Polonia                                                                    | UEFA Nations League 2022-2023 - 1º turno                                   | -                                                                          | 64’                                                                        |
| 22-9-2022                                                                  | Varsavia                                                                   | Polonia                                                                    | 0 – 2                                                                      | Paesi Bassi                                                                | UEFA Nations League 2022-2023 - 1º turno                                   | -                                                                          |                                                                            |
| 25-9-2022                                                                  | Amsterdam                                                                  | Paesi Bassi                                                                | 1 – 0                                                                      | Belgio                                                                     | UEFA Nations League 2022-2023 - 1º turno                                   | -                                                                          | 65’                                                                        |
| 25-11-2022                                                                 | Al Rayyan                                                                  | Paesi Bassi                                                                | 1 – 1                                                                      | Ecuador                                                                    | Mondiali 2022 - 1º turno                                                   | -                                                                          |                                                                            |
| 29-11-2022                                                                 | Al Khawr                                                                   | Paesi Bassi                                                                | 2 – 0                                                                      | Qatar                                                                      | Mondiali 2022 - 1º turno                                                   | -                                                                          |                                                                            |
| 3-12-2022                                                                  | Al Rayyan                                                                  | Paesi Bassi                                                                | 3 – 1                                                                      | Stati Uniti                                                                | Mondiali 2022 - Ottavi di finale                                           | -                                                                          |                                                                            |
| 9-12-2022                                                                  | Lusail                                                                     | Paesi Bassi                                                                | 2 – 2 dts (3 – 4 dtr)                                                      | Argentina                                                                  | Mondiali 2022 - Quarti di finale                                           | -                                                                          | 43’                                                                        |
| 24-3-2023                                                                  | Saint-Denis                                                                | Francia                                                                    | 4 – 0                                                                      | Paesi Bassi                                                                | Qual. Euro 2024                                                            | -                                                                          |                                                                            |
| 7-9-2024                                                                   | Eindhoven                                                                  | Paesi Bassi                                                                | 5 – 2                                                                      | Bosnia ed Erzegovina                                                       | UEFA Nations League 2024-2025 - 1º turno                                   | -                                                                          | 66’                                                                        |
| 10-9-2024                                                                  | Amsterdam                                                                  | Paesi Bassi                                                                | 2 – 2                                                                      | Germania                                                                   | UEFA Nations League 2024-2025 - 1º turno                                   | -                                                                          | 45’                                                                        |
| 16-11-2024                                                                 | Amsterdam                                                                  | Paesi Bassi                                                                | 4 – 0                                                                      | Ungheria                                                                   | UEFA Nations League 2024-2025 - 1º turno                                   | -                                                                          | 61’ 68’                                                                    |
| Totale                                                                     |                                                                            | Presenze                                                                   | 18                                                                         |                                                                            | Reti                                                                       | 0                                                                          |                                                                            |

| Cronologia completa delle presenze e delle reti in nazionale ― Paesi Bassi under 21 | Cronologia completa delle presenze e delle reti in nazionale ― Paesi Bassi under 21 | Cronologia completa delle presenze e delle reti in nazionale ― Paesi Bassi under 21 | Cronologia completa delle presenze e delle reti in nazionale ― Paesi Bassi under 21 | Cronologia completa delle presenze e delle reti in nazionale ― Paesi Bassi under 21 | Cronologia completa delle presenze e delle reti in nazionale ― Paesi Bassi under 21 | Cronologia completa delle presenze e delle reti in nazionale ― Paesi Bassi under 21 | Cronologia completa delle presenze e delle reti in nazionale ― Paesi Bassi under 21 |
| Data                                                                                | Città                                                                               | In casa                                                                             | Risultato                                                                           | Ospiti                                                                              | Competizione                                                                        | Reti                                                                                | Note                                                                                |
| ----------------------------------------------------------------------------------- | ----------------------------------------------------------------------------------- | ----------------------------------------------------------------------------------- | ----------------------------------------------------------------------------------- | ----------------------------------------------------------------------------------- | ----------------------------------------------------------------------------------- | ----------------------------------------------------------------------------------- | ----------------------------------------------------------------------------------- |
| 4-9-2020                                                                            | Žodzina                                                                             | Bielorussia under 21                                                                | 0 – 7                                                                               | Paesi Bassi under 21                                                                | Qual. Europeo Under-21 2021                                                         | -                                                                                   | 64’                                                                                 |
| Totale                                                                              |                                                                                     | Presenze                                                                            | 1                                                                                   |                                                                                     | Reti                                                                                | 0                                                                                   |                                                                                     |

## Palmarès

### Club
- Campionato olandese: 2

Ajax: 2020-2021, 2021-2022
- Coppa dei Paesi Bassi: 1

Ajax: 2020-2021
- Community Shield: 1

Arsenal: 2023

### Nazionale
- Campionato d'Europa Under-17: 1

Inghilterra 2018

### Individuale
- Miglior talento dell'anno in Eredivisie: 1

2021-2022